# Добрецов, Виктор
Ви́ктор Добрецо́в (латыш. Viktors Dobrecovs; 9 января 1977, Лиепая, Латвийская ССР, СССР) — латвийский футболист и футбольный тренер. Выступал за сборную Латвии. Третий бомбардир в истории чемпионатов Латвии (169 голов).

## Биография

### Карьера игрока
Большую часть игровой карьеры провёл в клубах Лиепаи. Начал выступать во взрослом футболе в 16-летнем возрасте в клубе высшей лиги Латвии «Олимпия». В дальнейшем из-за юридических преобразований клуб носил названия «Лиепая», «ДАГ», «Балтика», «Металлург» и в первые годы карьеры Добрецова был середняком и аутсайдером чемпионата. В 1998 году «Металлург» впервые попал в число призёров — завоевал серебро, а форвард с 23 голами стал лучшим бомбардиром чемпионата. В 1999 году успех был повторён — Добрецов выиграл спор снайперов с 22 голами и снова стал серебряным призёром чемпионата. Затем в течение трёх сезонов становился бронзовым призёром высшей лиги. В 2003 году вернул себе титул лучшего бомбардира, забив рекордные 36 голов. В 2005 году со своим клубом впервые в его истории завоевал чемпионский титул. В остальных сезонах неоднократно входил в топ-10 лучших бомбардиров лиги, в 2004 и 2005 годах был вторым (по 18 голов).
В 2006 году покинул Лиепаю и перешёл в состав действующего чемпиона Эстонии ТФМК (Таллин). С 17 голами занял девятое место в споре бомбардиров чемпионата Эстонии, однако его клуб финишировал лишь четвёртым. На следующий год провёл в Эстонии полсезона, забив 7 голов, а клуб в итоге стал бронзовым призёром.
Летом 2007 года вернулся в Латвию и подписал контракт с «Даугавой» (Даугавпилс). Клуб был середняком высшей лиги Латвии, а сам форвард за проведённый год ни разу не смог отличиться. Летом 2008 года вернулся в «Металлург», но уже не был основным форвардом и забил лишь один гол за неполные два сезона. В 2008 году со своей командой стал серебряным призёром чемпионата, а в 2009 году во второй раз выиграл чемпионский титул.
За всю карьеру сыграл 325 матчей и забил 169 голов в чемпионатах Латвии. По состоянию на 2020 год занимает третье место по числу голов в чемпионате после Михаила Михолапа (210) и Вита Римкуса (176).
Дебютировал в национальной сборной Латвии 26 июня 1998 года в товарищеском матче против Андорры. Всего в 1998—2005 годах принял участие в 18 матчах за сборную, в которых ни разу не смог отличиться. В том числе провёл 4 игры в отборочных турнирах чемпионатов мира и Европы и 14 — в товарищеских матчах и турнирах. Победитель Кубка Балтии 2003 года (2 матча).

### Карьера тренера
В декабре 2008 года вошёл в тренерский штаб дублирующего состава «Металлурга», где работал до 2012 года. В 2013 году вошёл в тренерский штаб основной команды клуба.
В начале 2014 года «Металлург» прекратил существование и был переформирован в ФК «Лиепая», а Добрецов назначен главным тренером клуба. В 2015 году привёл команду к чемпионскому титулу. По окончании сезона 2016 года, когда «Лиепая» финишировала четвёртой, был отправлен в отставку.
В 2017—2018 годах тренировал команду первой лиги «Гробиня». В феврале 2019 года назначен главным тренером клуба высшего дивизиона Литвы «Атлантас», команда финишировала шестой среди восьми участников, но в дальнейшем была понижена в классе по финансовым причинам и в ноябре 2019 года тренер покинул клуб. По другим данным, ушёл из «Атлантаса» в начале ноября 2019 года за 4 тура до финиша после поражения от «Судувы» 1:9. В 2020 году снова возглавил «Гробиню».

## Достижения
- Чемпион Латвии: 2005, 2009 (как игрок); 2015 (как тренер)
- Серебряный призёр чемпионата Латвии: 1998, 1999, 2003, 2004, 2008
- Бронзовый призёр чемпионата Латвии: 2000, 2001, 2002
- Лучший бомбардир чемпионата Латвии: 1998 (23 гола), 1999 (22 гола), 2003 (36 голов)
- Рекордсмен чемпионата Латвии по количеству голов в одном сезоне: 36 голов[7].